# Langenwetzendorf
Langenwetzendorf é um município da Alemanha localizado no distrito de Greiz, estado da Turíngia.